# レプリケーター (映画)
『レプリケーター』（Replikator）は、G・フィリップ・ジャクソンのSF映画。凶悪なレプリカントとそれを造った科学者、警察の三つ巴の闘いを描くサイバーパンク・アションである。主演はマイケル・セントジェラールとブリジット・バーコ。

## ストーリー
舞台は近未来の2014年の世界。オゾン層の破壊により過度の太陽光線を浴び自然は荒廃、テクノロジーにより作りだされた巨大ビル群が重なりビル群の根元ではインターセクと呼ばれる警察機関が全てを管理していた。人々の間ではバーチャルリアリティーを体験するデジタルドラッグが氾濫し混乱を極めていた。科学者ルド・ルードヴィッヒ（マイケル・セントジェラード）は恋人キャシー・モスクワ（ブリジット・バーコ）との関係に悩みながらも、ついにアンドロイド“レプリケーター”を完成させたが、その技術を狙う企業との争いと事故が元でルドのレプリカントも製造されてしまいレプリカントとさらに警察機関も次々にルドの関係者を殺害していく。凶悪なレプリカントを追って、ルドだけでなく警察も動き出し三つ巴の戦いが繰り広げられる。

## 登場人物
ルド・ルードヴィッヒ
演 - マイケル・セントジェラード
本作の主人公で科学者。ヴァーチャル体験に嵌っており、レプリケーターを完成させる。ヴァーチャル世界でのヘリコプターの操縦に慣れており、ラストではヘリの操縦技術を応用して自身のレプリカントを墜落させて破壊することに成功し、キャシーと共に新たにレプリカントのプロジェクトに加わることとなる。
キャシー・モスクワ
演 - ブリジット・バーコ
ルドの恋人で20代だが外見は10代の女性。自身も優秀な科学者である。ルドとは喧嘩が元で険悪な関係が続いていたが、ラストでは仲直りする。ヴァーチャルでのヘリの操縦はルドに引けを取らず、自身もレプリケーターの開発プロジェクトに加わっている。　　　　　
ジョン・チーバー
演 - ネッド・ビーディ
ルドの友人。レプリケーター開発に加わるがキャシーにはよく思われていない。
レプリカント
演 - マイケル・セントジェラード
事故により生まれたルドのレプリカント。警察に追われながらもルドの関係者を次々に殺害していく。しかし、最後はルドとのヘリでの一騎討ちで操縦技術を応用されて翻弄され、さらに機内で体の限界を迎え始めそのまま墜落死する。その後、この個体以外にも別のレプリケーターが存在する可能性が示唆された。

## キャスト
- マイケルセント・ジェラード：ルド・ルードヴィッヒ/レプリカント
- ブリジット・バーコ：キャシー・モスクワ
- ネッド・ビーディ：ジョン・チーバー